# Adalbert Zafirov
Pour les articles homonymes, voir Zafirov.
Adalbert Zafirov, né le 29 septembre 1969 à Sofia en Bulgarie, était un footballeur international bulgare évoluant au poste de défenseur central.

## Carrière joueur
- 1989-1990 : FK CSKA Sofia  Bulgarie
- 1990-1996 : Lokomotiv Sofia  Bulgarie
- 1995-1998 : FK CSKA Sofia  Bulgarie
- 1997-1999 : Arminia Bielefeld  Allemagne
  - 1998-1999 : FK CSKA Sofia  Bulgarie (prêt)
- 1999-2001 : 1.FC Union Berlin  Allemagne
- 2001-2002 : FK CSKA Sofia  Bulgarie
  - 2001-2002 : Lokomotiv Sofia  Bulgarie (prêt)
- 2002-2003 : Tcherno More Varna  Bulgarie
- 2003-2004 : Anagennisi Dherynia  Chypre
- 2004-2005 : FK CSKA Sofia  Bulgarie
- 2005-2008 : Retraité
- 2008-2009 : Hebar Pazardzhik  Bulgarie

## Carrière entraineur
- mars 2010-avr. 2010 : FK CSKA Sofia  Bulgarie
- 2011-oct. 2011 : Kaliakra Kavarna  Bulgarie
- sep. 2012-déc. 2012 : Tcherno More Varna  Bulgarie
- fév. 2015-avr. 2015 : Botev Vratsa  Bulgarie

## Sélections
- 6 sélections avec l'équipe de Bulgarie de 1992 à 1998.